# Lufeng
Lufeng (陆丰市S, LùfēngP) è una città-contea della Cina, situata nella provincia del Guangdong e amministrata dalla prefettura di Shanwei.